# Magnus Medin
Tommy Magnus Medin, född 1967, är en svensk jurist. Han är justitieråd i Högsta förvaltningsdomstolen sedan 14 februari 2022.
Magnus Medin avlade juristexamen vid Lunds universitet 1992. Han tjänstgjorde som tingsnotarie vid Simrishamns tingsrätt 1992–1994 och blev assessor i Hovrätten över Skåne och Blekinge 1998. Han anställdes samma år som rättssakkunnig i Justitiedepartementet, där han blev kansliråd 2000, ämnesråd 2003, biträdande enhetschef 2006 och departementsråd 2008 samt var rättschef 2012–2022. Han utsågs i december 2021 till justitieråd i Högsta förvaltningsdomstolen med tillträde den 14 februari 2022.
Han är ordförande i Föreningen för lagstiftningslära.